# Vsevolod (nome)
Vsevolod (in cirillico: Всеволод) è un nome proprio di persona russo e ucraino maschile.

## Varianti in altre lingue
- Italiano: Vsevolodo[2]
- Lettone: Visvaldis[1]
  - Ipocoristici: Valdis[1]
- Lituano: Visvaldas[1]
  - Ipocoristici: Valdas[1]
- Polacco: Wsiewołod
- Spagnolo: Vsévolod
- Tedesco: Wsewolod

## Origine e diffusione
È composto dalle radici slave vse ("tutto") e volod ("governare", presente anche in Ladislao e Vladimiro), quindi vuol dire "governare tutto"; è pertanto simile, per significato, al nome di origine irlandese Donald.

## Onomastico
L'onomastico può essere festeggiato l'11 febbraio in memoria di san Vsevolod di Pskov, principe.

## Persone

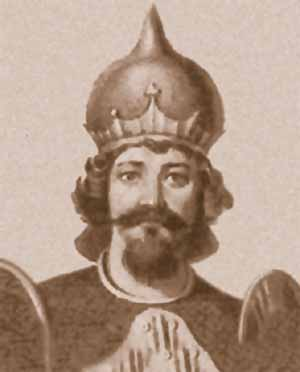
Vsevolod II di Kiev

- Visvaldis di Jersika, nobile letgallo e duca del Principato di Jersika
- Vsevolod di Kiev, Gran Principe di Kiev
- Vsevolod II di Kiev, Gran Principe di Kiev
- Vsevolod di Pskov, Principe di Velikij Novgorod, Principe di Pskov e santo
- Vsevolod III di Vladimir, Gran Principe di Kiev
- Vsevolod Bobrov, calciatore e hockeista su ghiaccio sovietico
- Vsevolod Ivanovič Feodos'ev, ingegnere sovietico
- Vsevolod Michajlovič Garšin, scrittore russo
- Vsevolod Vjačeslavovič Ivanov, scrittore russo
- Vsevolod Dmitrievič Larionov, attore russo
- Vsevolod Ėmil'evič Mejerchol'd, regista russo
- Vsevolod Illarionovič Pudovkin, regista sovietico
- Vsevolod Romanenko, calciatore ucraino

### Varianti
- Wsiewołod Jakimiuk, ingegnere polacco
- Visvaldis Melderis, cestista lettone